# Giovanni Antonio Galderisi
Giovanni Antonio Galderisi (1577–1658) foi um prelado católico romano que serviu como Bispo de Bovino (1616–1658).

## Biografia
Giovanni Antonio Galderisi nasceu em Monopoli, na Itália, em 1577. No dia 11 de janeiro de 1616, foi nomeado durante o papado de Paulo V como Bispo de Bovino. A 24 de janeiro de 1616, foi consagrado bispo por Giovanni Garzia Mellini, Cardeal-Sacerdote de Santi Quattro Coronati, com Lucio de Morra, Arcebispo de Otranto, e Alessandro Guidiccioni, Bispo de Lucca, a servir como co-consagradores. Galderisi serviu como Bispo de Bovino até à sua morte em 1658.